# Kanton Arques
Arques (Nederlands: Arken) is een voormalig kanton van het Franse departement Pas-de-Calais. Het kanton maakte deel uit van het arrondissement Sint-Omaars. Het werd opgeheven bij decreet an 24 februari 2014 met uitwerking in maart 2015.
Vier gemeenten gingen op in het nieuwgevormde kanton Longuenesse, Sint-Omaars ging daarbij naar het nieuwgevormde kanton Sint-Omaars.

## Gemeenten
Het kanton Arques omvatte de volgende gemeenten:
- Arques (hoofdplaats)
- Blendecques
- Campagne-lès-Wardrecques
- Helfaut
- Sint-Omaars (Saint-Omer, deels)